# Filip Jarosz
Filip Jarosz (ur. 6 czerwca 1988 w Mielcu) – polski piłkarz ręczny, bramkarz.
W latach 2006–2010 był zawodnikiem Stali Mielec, w której barwach w sezonach 2006/2007 i 2008/2009 występował w Ekstraklasie. W sezonie 2010/2011 i pierwszej rundzie sezonu 2011/2012 grał w pierwszoligowym AZS-ie Politechnice Radomskiej. W latach 2012–2014 reprezentował barwy AZS-u Przemyśl. W sezonie 2012/2013 rozegrał w Superlidze 27 meczów i zdobył bramkę w rozegranym 18 lutego 2013 spotkaniu z Wisłą Płock (27:44). W 2014 przeszedł do MKS-u Kalisz, z którym w sezonie 2016/2017 wygrał rozgrywki I ligi i awansował do Superligi.
W 2018 roku ożenił się z siatkarką Sylwią Pycią. W 2019 roku w szpitalu w Łubinowej urodził się ich syn o imieniu Bartosz.